# Drużynowy Puchar ZSRR w szachach
Drużynowy Puchar ZSRR w szachach (ros. кубок СССР) – drużynowe rozgrywki szachowe w ZSRR, odbywające się w latach 1952–1984.

## Historia
Mistrzostwa były przeznaczone dla ochotniczych towarzystw sportowych (DST), jednak w latach 1952 i 1954 uczestniczyły w nich również drużyny niebędące DST. Od 1974 roku określane jako puchar ZSRR, wcześniej jako drużynowe mistrzostwa ZSRR (chociaż jako mistrzostwa ZSRR odbywały się także mistrzostwa republik radzieckich). Pod koniec lat 80. zostały zastąpione mistrzostwami klubowymi.

## Medaliści
| Sezon | 1. miejsce    | 2. miejsce    | 3. miejsce           | Źródło |
| ----- | ------------- | ------------- | -------------------- | ------ |
| 1952  | Iskra         | Nauka Spartak | –                    | [ 2 ]  |
| 1954  | Spartak       | Nauka         | Medik                | [ 3 ]  |
| 1961  | Buriewiestnik | Awangard      | Trud                 | [ 4 ]  |
| 1964  | Trud          | Buriewiestnik | CSKA                 | [ 5 ]  |
| 1966  | CSKA          | Trud          | Spartak              | [ 6 ]  |
| 1968  | Buriewiestnik | CSKA          | Spartak              | [ 7 ]  |
| 1971  | Buriewiestnik | CSKA          | Awangard             | [ 8 ]  |
| 1974  | Buriewiestnik | CSKA          | Trud                 | [ 9 ]  |
| 1976  | Buriewiestnik | Trud          | Sielskie obszczestwa | [ 10 ] |
| 1978  | Awangard      | Buriewiestnik | CSKA                 | [ 11 ] |
| 1980  | Buriewiestnik | Awangard      | CSKA                 | [ 12 ] |
| 1982  | Trud          | CSKA          | Buriewiestnik        | [ 13 ] |
| 1984  | CSKA          | Zenit         | Buriewiestnik        | [ 14 ] |